# 葛桷
葛桷（1508年—？），字安甫，浙江紹興府上虞縣人，民籍，明朝政治人物。

## 生平
嘉靖十九年（1540年）庚子科浙江鄉試第六十九名。嘉靖二十三年（1544年），登甲辰科進士。歷官直隸常熟縣知縣。

## 家族
曾祖葛文玉，贈通議大夫大理寺卿；祖父葛用成；父葛滂（1479年～1556年），字天恩，别号松窻，精东垣丹溪之术，试于人辄有奇效，人因称“垣溪先生” 。謝瑜撰《贞素先生垣溪葛公行状》。母范氏。具庆下。從兄葛木，山西参政。弟葛樯。